# Cuprita
La cuprita es la forma mineral del óxido de cobre(I), Cu2O.
Fue descrito por primera vez en 1845 por Wilhelm Karl von Haidinger, quien le asignó su nombre a partir del latín cuprum, por su alto contenido en cobre.
En concreto, Haidinger renombró un mineral que ya era previamente conocido por una gran variedad de nombres.
Una variedad de este mineral, conocida como calcotriquita —del griego χαλκός («cobre») y θρίζ («pelo»), significando «cobre melenudo»—, toma la forma de agregados de cristales capilares largos, semejantes a una cabellera.

## Propiedades
La cuprita tiene color rojo, rojo pardo, rojo púrpura o negro. En luz transmitida su coloración es rojo cochinilla o rojo en secciones gruesas, amarillo-naranja o amarillo en secciones más finas; en luz reflejada es azul gris, habitualmente con muchas reflexiones internas rojas.
Entre transparente y translúcida, tiene lustre de adamantino a submetálico.
De dureza entre 3,5 y 4 en la escala de Mohs, su densidad es de 6,1 g/cm³.
Cristaliza en el sistema cúbico, clase hexaoctaédrica.
Es soluble en ácidos, hidróxido de amonio e hidróxido de sodio concentrado.

## Morfología y formación
La cuprita forma cristales octaédricos o cúbicos, rara vez dodecaédricos, en ocasiones muy modificados; su tamaño puede alcanzar los 14 cm. En la variedad calcotriquita existe una marcada elongación en [001] que hace que tenga aspecto capilar. También puede tener hábito terroso, granular compacto o masivo.
Asimismo, son frecuentes las maclas de penetración.
Es un mineral secundario que se forma en la zona de oxidación de los depósitos de otros minerales de cobre, por lo que frecuentemente aparece asociado al cobre nativo, azurita, crisocola, malaquita, tenorita y una gran variedad de minerales de óxidos de hierro.

## Aplicaciones
Es un importante mineral extraído en las minas como mena del cobre que se localiza en muchas minas importantes por todo el mundo, ya que abunda en cualquier sitio donde haya minerales de cobre.
A pesar de su agradable color, no es utilizado en joyería debido a su baja dureza y su escaso tamaño. Aunque los cristales de cuprita son demasiado pequeños para tallar piedras preciosas con facetas, en 1970 se descubrió un depósito en Sudáfrica que sacudió al mundo gemológico al producir cristales de gran tamaño y tallables, produciendo piedras de más de un quilate, que al ser rápidamente acaparadas por coleccionistas aumentaron mucho más su rareza y por tanto su precio. El potencial es enorme puesto que la cuprita tallada es más brillante que el diamante.

## Yacimientos

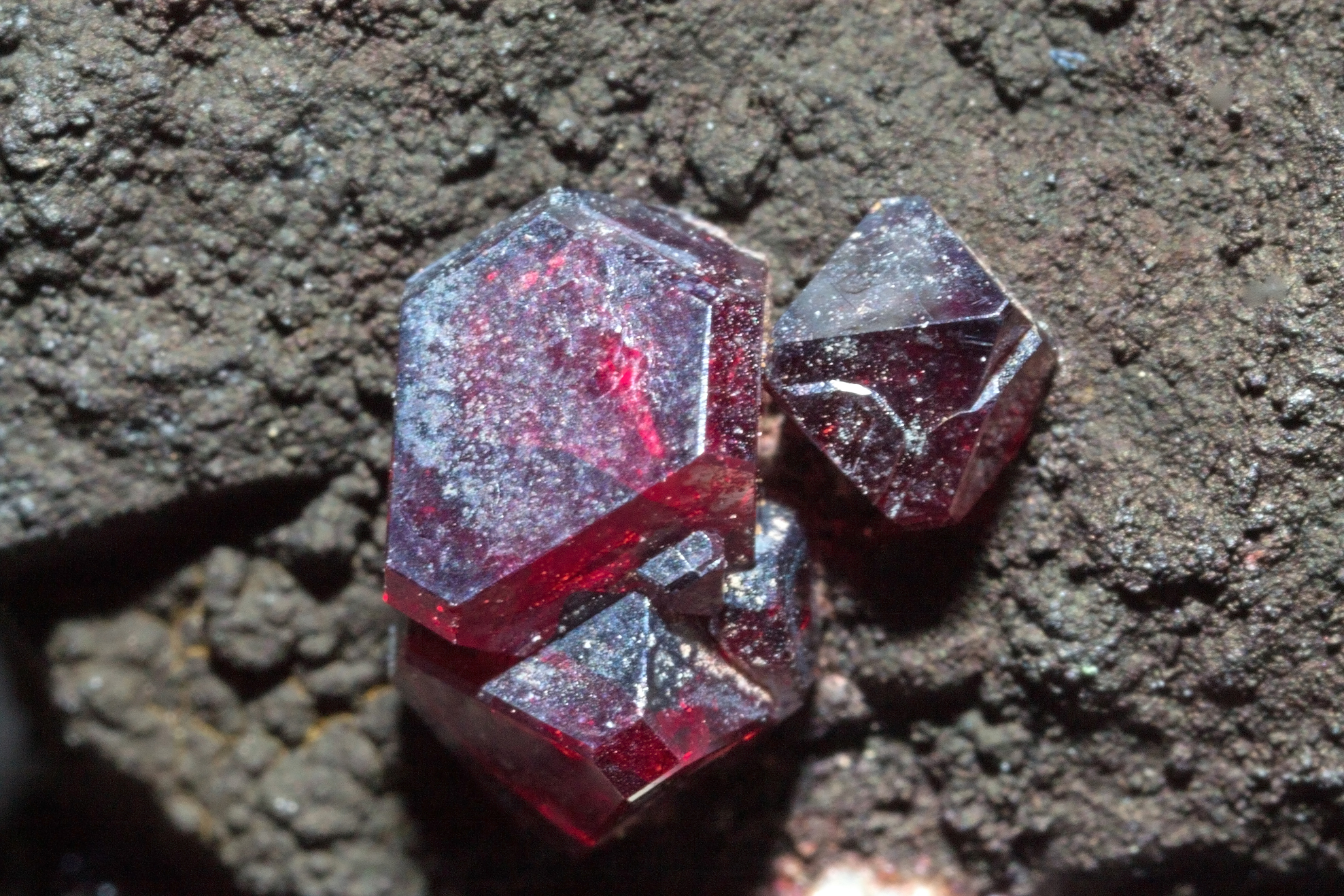
Cristales de cuprita procedentes de Ray (Arizona, Estados Unidos)

Entre los yacimientos que contienen buenos ejemplares de cuprita están los de los montes Urales (Rusia), concretamente en Krasnoturyinsk y Nizhni Tagil (óblast de Sverdlovsk), así como los de Dzhezkazgan (Karagandá, Kazajistán).
Se han encontrados grandes cristales en la mina Onganja y en Tsumeb (Namibia); también en Likasi, Mutoshi y Kolwezi (Katanga, República Democrática del Congo).
Hay varios emplazamientos en Estados Unidos que contienen grandes cristales de cuprita, en Bisbee, Ray y Globe (Arizona), y Santa Rita (Nuevo México).
Este mineral también está presente en la mina de Chuquicamata (región de Antofagasta, Chile), explotación de cobre, oro y molibdeno a cielo abierto.
En España se encontraron cristales de buena calidad en el siglo XIX en la mina La Cruz, en Linares (Jaén). Modernamente se han encontrado en la mina de oro de El Valle-Boinás, (Asturias). Aparece en pequeñas cantidades en Biel y Ateca (Zaragoza), asociado a malaquita, en la sierra de Guadarrama, asociado a los carbonatos de Galapagar (Madrid), y en los cobres grises de Carrea (Asturias).